# Sundair
A Sundair egy német szabadidős charter légitársaság, amelynek székhelye Stralsundban van, a Berlin-Tegel repülőtéren, a Brémai repülőtéren, a Drezdai repülőtéren és a Kasseli repülőtéren található.

## Történelem
2017 szeptemberében a légitársaság megkapta légiforgalmi engedélyét, és 2017. július 1-jén kezdte meg működését Heraklionba és Hurghadába. A Germania egy olyan légitársaság, amelynél a Sundair korábban már üzemeltette a személyzetes bérletét - megszűnését követően 2019 elején a Sundair bejelentette, hogy repülőgépeket fog a drezdai repülőtéren és a brémai repülőtéren tartani, és átveszi a Germania számos útvonalát.

## Úticéljai

### Egyiptom
- Hurghada, Hurghadai nemzetközi repülőtér

### Horvátország
- Bol-Brac

### Németország
- Berlin, Berlin-Tegel repülőtér
- Bréma, Brémai repülőtér
- Drezda, Drezdai repülőtér
- Kassel, Kasseli repülőtér

### Görögország
- Korfu, Korfui nemzetközi repülőtér
- Kosz, Kosz nemzetközi repülőtér
- Rodosz (település), Rodosz-Diagórasz nemzetközi repülőtér

### Libanon
- Bejrút, Bejrút–Rafic Hariri nemzetközi repülőtér

### Spanyolország
- Fuerteventura, Fuerteventurai repülőtér
- Lanzarote, Lanzarotei repülőtér
- Gran Canaria, Gran Canaria repülőtér
- Tenerife, Tenerife Sur repülőtér

### Törökország
- Antalya, Antalyai repülőtér

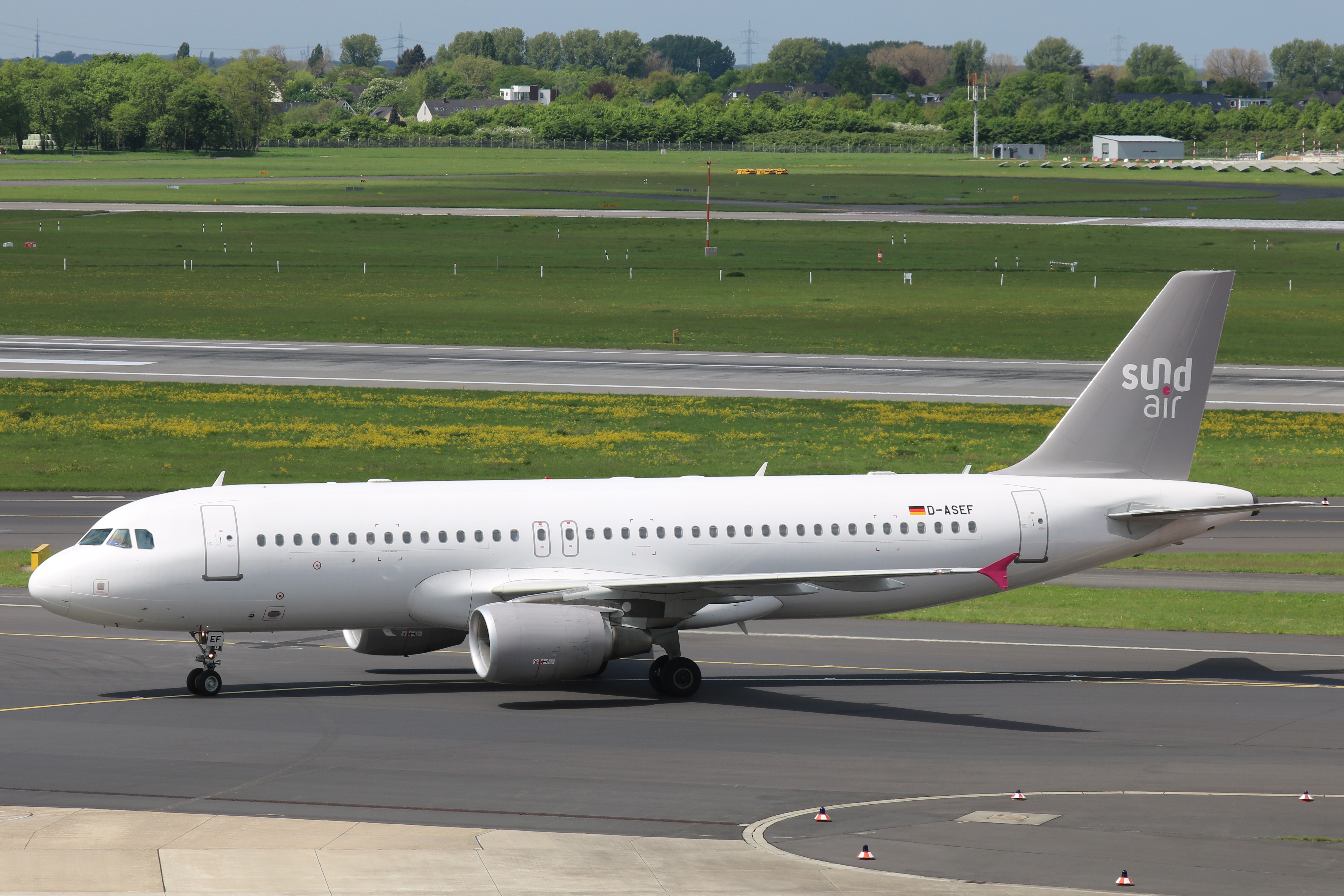
Airbus A320–200 Sundair

(Párszor még a Hévíz-Balaton nemzetközi repülőtérre is repülnek)

## Flotta
2024 júniusában a Sundair a következő repülőgépeket üzemelteti:
| Repülőgép       | Használatban | Utasok  |
| --------------- | ------------ | ------- |
| Airbus A319–100 | 4            | 150     |
| Airbus A320–200 | 5            | 174 180 |
| Összesen        | 7            |         |

## Fordítás
- Ez a szócikk részben vagy egészben  a   Sundair című angol Wikipédia-szócikk fordításán alapul.  Az eredeti cikk szerkesztőit annak laptörténete sorolja fel. Ez a jelzés csupán a megfogalmazás eredetét és a szerzői jogokat jelzi, nem szolgál a cikkben szereplő információk forrásmegjelöléseként.